# Kreischelwitz

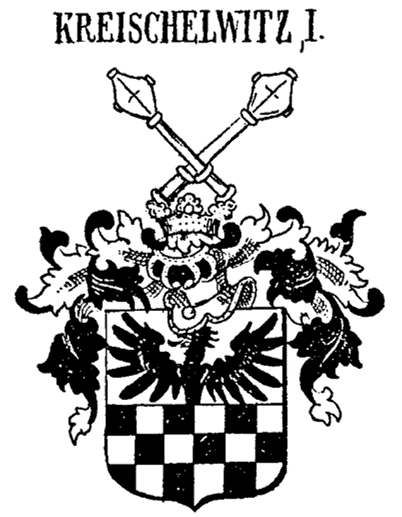
Wappen derer von Kreischelwitz (I) in Siebmachers Wappenbuch

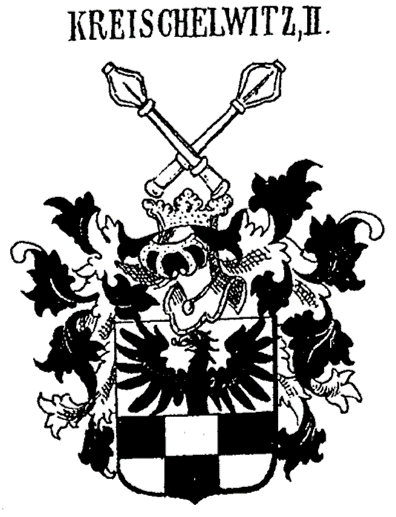
Wappen derer von Kreischelwitz (II) in Siebmachers Wappenbuch

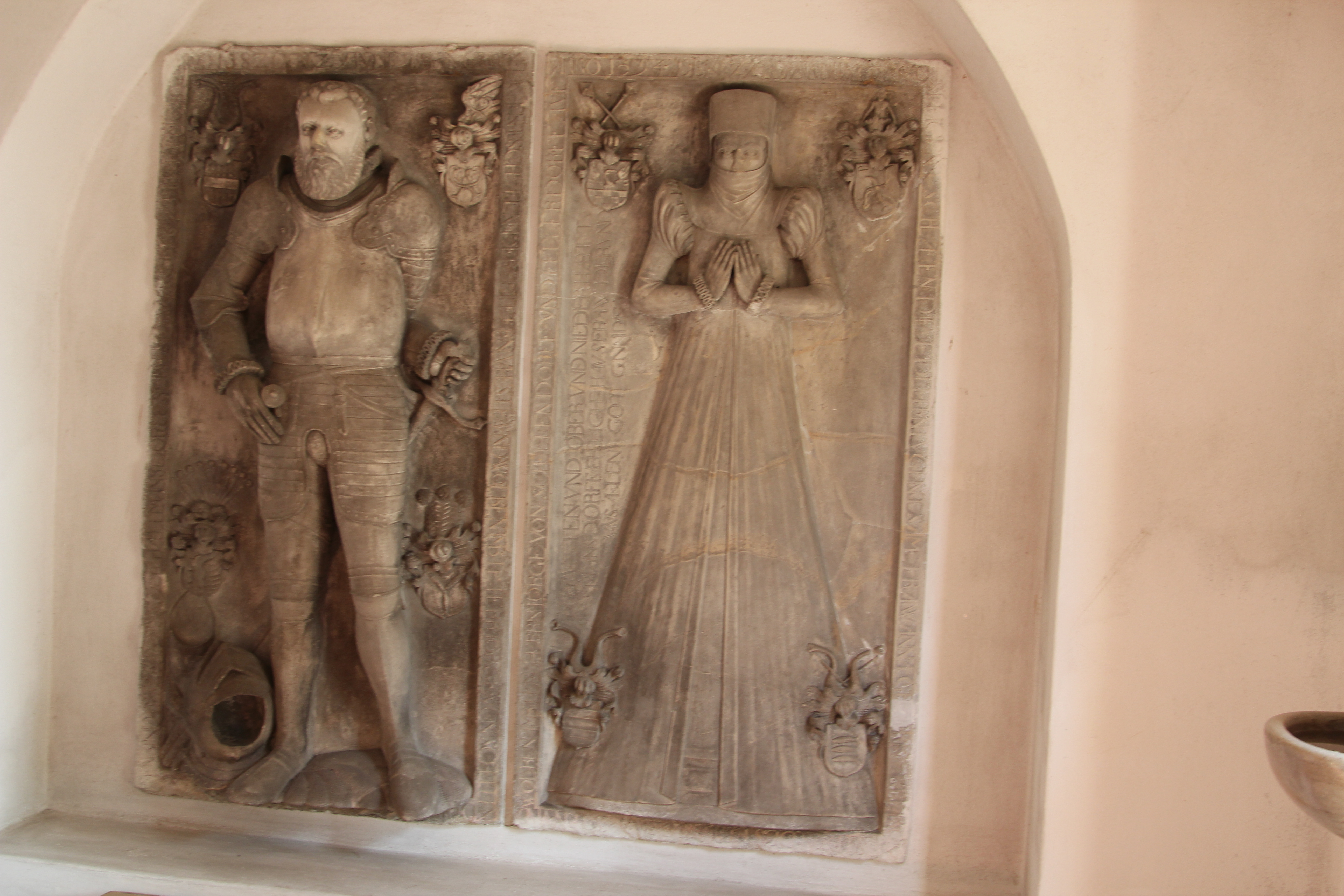
Grabstein für Georg von Schellendorf († 1584) und dessen Frau Anna geb. von Kreischelwitz († 1594) in der Pfarrkirche von Leuthen

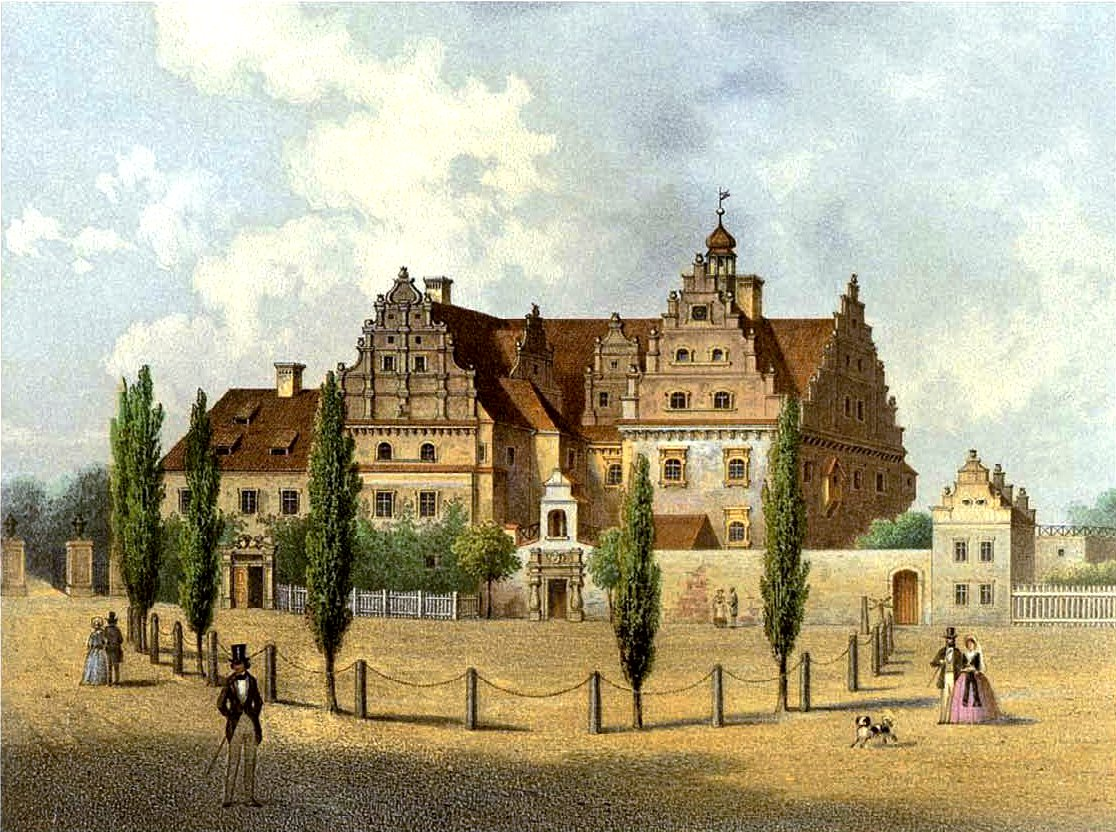
Schloss Dieban

Kreischelwitz, auch Kreiselwitz, ist der Name eines alten schlesischen Adelsgeschlechts, das vermutlich Mitte des 17. Jahrhunderts im Mannesstamm und Ende des 17. Jahrhunderts im Namensträgerstamm vollständig erloschen ist. Die Familie ist zu unterscheiden von dem schlesischen Adelsgeschlecht Kreidelwitz, zu dem keine Verwandtschaft bestand.

## Geschichte
Der Name soll sich von einem gleichnamigen Stammsitz bei Breslau ableiten. Das Geschlecht war bereits 1470 in Stusa bei Neumarkt ansässig und brachte nach und nach weitere Güter an sich, darunter 1646 Dieban im Kreis Steinau, Jakobsdorf im Kreis Liegnitz, Gamnitz im Kreis Goldberg-Haynau sowie Stephansdorf im Kreis Neumarkt. Wenzel von Kreischwelwitz auf Schönau fungierte 1589 als fürstlich Liegnitzscher Hofmarschall; Balthasar von Kreischelwitz auf Jakobsdorf 1600 als Burggraf zu Liegnitz sowie Hans der Ältere von Kreischelwitz und Jakobsdorf auf Stephansdorf 1650 als k. k. Oberst, bischöflich Breslauer Kämmerer, Liegnitz-Brieg'scher Rat und Hofmarschall. Letzterer stammte aus der am längsten blühenden Linie Jakobsdorf. Seine Söhne waren Heinrich von Kreischwitz, der nach einem Studium am Elisabeth-Gymnasium in Breslau nach Danzig zog, wo er 1638 im Alter von 20 Jahren starb und am 21. September 1638 in der Katharinenkirche seine letzte Ruhestätte fand. Der Titel seiner Leichenpredigt lautet:

„Derer Biß an den Todt Christo getrewen Lebens und Ehren-Krone. Das ist / Eine kurtze / vnd Einfeltige Abhandlung der worte des H. Christi / auß der geheimen offenbahrung Johan: im 2. capit. v. 10. (Sey getrew bisß an den Tod / so will ich dir die Krone des Lebens geben.) Bey Christ Adelicher Leichbestattung Des Wol Edlen Hn: Henrich von Kreischelwitz vnd Stef=fansdorff. Des Wol Edlen / Gestrengen / vnd Hochbenamten Herrn Hans von Kreischelwitz vnd Ja=cobsdorff / hertzgeliebten Sohnes den 14. Augusti des jtzlauffenden 1638 . Jah=res / zwischen 6. vn 7. vhr abends / allhie zu Dantzig / Christ= vnd feliglich verschieden / und darauff den 21. Septembr. desselben Jahres / in sein ruhkammerlein / in der Kirchen zu St. Cathrin daselbst / ist beygesetzet worden In Ansehnlicher Volckreicher versamlung gehalten durch Johann Mochinger / Evangelischen Prediger daselbst. Gedruckt zu Dantzig bey Georg Rheten. Anno 1638.“

Hans der Jüngere von Kreischwitz, fiel am 2. November 1642 in der Schlacht bei Leipzig als Soldat. Mit diesen beiden Brüdern dürfte das Geschlecht im Mannesstamm erloschen sein. Als vermutliche Letzte Namensträgerin wurde die Schwester der vorgenannten Heinrich und Hans von Kreischelwitz, sowie Tochter von Hans des Älteren von Kreischelwitz, Ursula Katharina von Kreischwitz, Frau auf Dieban, Stephansdorf, Porschwitz und Ober-Kunitz am 26. Oktober 1682 im Alter von 59 in Schönberg in der Oberlausitz Jahren in der Familiengruft neben ihrer Tochter beigesetzt. Am 16. Dezember 1682 fand zu ihren Ehren in Dieban ein öffentlicher Trauerzug statt.

## Wappen
Blasonierung: Geteilt. Oben in Silber ein aus der Teilung wachsender, rechtsgekehrter schwarzer Adler; unten von Schwarz und Silber geschacht.

## Genealogie (Auswahl)
1. Hans der Ältere von Kreischelwitz ⚭ 1616 Barabara von Mühlheim († 10. November 1624)
  1. Heinrich von Kreischelwitz (* 8. Juni 1619 in Stephansdorf; † 14. August 1638 in Danzig)
  2. Hans der Jüngere von Kreischelwitz (gefallen 2. November 1642 in der Schlacht bei Leipzig)
  3. Ursula Katharina von Kreischelwitz (* 19. Juni 1624 in Stephansdorf; † 19. Oktober 1682 in Schönberg), ⚭ 1.) Friedrich von Mutschelnitz († 1651), ⚭ 2.) Christoph von Zeschwitz